# Diocesi di Carpi
La diocesi di Carpi (in latino Dioecesis Carpensis) è una sede della Chiesa cattolica in Italia suffraganea dell'arcidiocesi di Modena-Nonantola appartenente alla regione ecclesiastica Emilia-Romagna. Nel 2021 contava 117.804 battezzati su 133.931 abitanti. È retta dal vescovo Erio Castellucci.

## Territorio
La diocesi comprende la città di Carpi e alcuni comuni limitrofi in provincia di Modena: San Possidonio, Novi di Modena, Concordia sulla Secchia, Mirandola oltre a Rolo in provincia di Reggio Emilia. Inoltre vi appartengono la frazione Limidi del comune di Soliera, Panzano del comune di Campogalliano e una piccola parte del comune di San Felice sul Panaro, nell'area di Mortizzuolo.
Sede vescovile è la città di Carpi, dove si trova la cattedrale di Santa Maria Assunta.
Il territorio è suddiviso in 39 parrocchie, raggruppate in 7 zone pastorali.

### Santuari
Sul territorio sono presenti due santuari diocesani, entrambi nel comune di Carpi:
- il santuario della Madonna dell'Aiuto, nella frazione di Santa Croce, dichiarato santuario diocesano nella Pasqua 2021;
- il santuario della Madonna dei Ponticelli, nella frazione di San Marino, eretto a santuario nel 1935.

## Ordini e congregazioni religiose
In diocesi sono presenti i seguenti ordini religiosi:

### Ordini e congregazioni maschili
- Missionari servi dei poveri detti "Bocconisti" (Mirandola, Carpi, Vallalta, dal 2001)
- Fratelli di San Francesco (San Martino Secchia di Carpi, dal 2012)
- Frati minori del Vangelo (Migliarina di Carpi, dal 2022)

### Ordini e congregazioni femminili
- Monache Clarisse dell'Ordine di Santa Chiara (Carpi, Monastero di Santa Chiara d'Assisi, dal 1500)
- Figlie della Provvidenza per le sordomute (Santa Croce, dal 1952)
- Pia unione figlie di San Francesco d'Assisi dette "Suore di Mamma Nina" (Carpi, dal 1935)
- Piccole figlie dei Sacri Cuori di Gesù e Maria (Concordia sulla Secchia, dal 1925)
- Sorelle di Santa Cecilia (Santa Croce, dal 1982)
- Suore catechiste del Sacro Cuore (Novi di Modena, dal 2013)
- Suore delle poverelle dell'istituto Palazzolo (Quarantoli, dal 1958)
- Suore minime dell'Addolorata (Carpi, dal 1999)
- Suore oblate di Maria Vergine di Fátima (Carpi, dal 1990)
- Suore orsoline di M.V. Immacolata (Mirandola, dal 1926)
- Suore orsoline del Sacro Cuore di Gesù di Asola (Carpi, dal 2013)
- Piccole suore della Sacra Famiglia (Carpi, dal 2015)

## Storia
La Chiesa carpigiana, per tradizione fondata dal re longobardo Astolfo nel 751, è menzionata per la prima volta in due bolle pontificie del 1113 e del 1123, nelle quali la pieve di Santa Maria (detta "la Sagra") è esentata dalla giurisdizione episcopale del vescovo di Reggio e immediatamente soggetta alla Santa Sede. L'indipendenza e i privilegi annessi, causa di discordi con la Chiesa reggiana, furono confermati e esplicitamente riconosciuti dai papi successivi, in particolare papa Gregorio VII e papa Urbano II. Durante il principato della famiglia Pio di Savoia la città fu abbellita della chiesa di Santa Maria Assunta, che ne diverrà poi la cattedrale, del tempio di San Nicolò, del complesso conventuale di San Rocco, del monastero di Santa Chiara e di molte altre opere.
Su istanza dei Pio, papa Giulio II e papa Leone X, con le bolle Vice illius del 1º febbraio 1512 e Romani Pontificis del 1º maggio 1515, ampliarono il territorio dell'arcipretura nullius dioecesis sottraendo alcune parrocchie dalla diocesi di Modena, dall'abbazia di Nonantola e dalla diocesi di Reggio Emilia. Agli arcipreti furono concesse le facoltà ordinarie proprie dei vescovi; alcuni di essi ebbero in seguito anche il carattere episcopale ad personam. Dal 23 ottobre 1643 san Bernardino da Siena è proclamato patrono principale della città, secondariamente rimane il patronato di san Valeriano da Roma, san Francesco d'Assisi, san Sebastiano.
L'arcipretura nullius fu eretta in diocesi da papa Pio VI il 1º dicembre 1779 con la bolla Inter plurimas; primo vescovo fu Francesco Benincasa di Sassuolo, che era stato l'ultimo arciprete. Nel 1821 fu aggregato il territorio dei comuni di Concordia sulla Secchia, Mirandola e San Possidonio dalla diocesi di Reggio Emilia. Nel 1822 il controllo della isolata pieve di Trebbio (situata nell'Appennino modenese), passò alla giurisdizione della diocesi di Modena. Nel 1872 fu aggregata la parrocchia di Rolo, in provincia di Reggio Emilia, dalla diocesi di Mantova.
Originariamente suffraganea di Bologna, nel 1855, in seguito all'istituzione della provincia ecclesiastica modenese, è entrata a far parte di quest'ultima.
Tribolati furono gli anni della seconda guerra mondiale e del dopoguerra che videro però il caritatevole esempio cristiano di molte figure, particolarmente dal punto di vista sociale. Vigilio Federico Dalla Zuanna si impegnò personalmente per evitare la strage di civili a Limidi, frazione di Soliera e si prodigò nell'assistenza ai prigionieri (prima oppositori e deportati, poi filo-fascisti) nel campo di concentramento di Fossoli. Furono gli anni del sacrificio della vita di Francesco Venturelli e di Odoardo Focherini. In questo periodo nacquero anche le opere di Marianna Saltini detta "Mamma Nina" e di suo fratello don Zeno Saltini, fondatore di Nomadelfia.
Il 25 marzo 1949, con la lettera apostolica Geminae sanctitatis, papa Pio XII ha proclamato San Bernardino Realino patrono principale della città e della diocesi, assieme a San Bernardino da Siena.
Nel 2008 è stato inaugurato ed aperto al pubblico il museo diocesano di Carpi intitolato al Cardinale Rodolfo Pio presso la chiesa di Sant'Ignazio di Loyola in corso Fanti, attiguo al seminario vescovile.
Il terremoto dell'Emilia del 2012 ha portato enormi danni agli edifici religiosi: la cattedrale, danneggiata come quasi tutte le chiese della diocesi dalle scosse del 29 maggio, è stata riaperta al culto nel 2017.
Carpi e la sua diocesi sono state visitate da sei pontefici: papa Gregorio VII nel 1077, papa Pasquale II nel 1106, papa Lucio III nel 1181 e papa Giovanni Paolo II nel 1988. Quest'ultimo tenne un discorso in una gremita piazza Martiri e incontrò i giovani in cattedrale, accompagnato dal vescovo Alessandro Maggiolini. Il 26 giugno 2012 papa Benedetto XVI ha visitato Rovereto sulla Secchia, nel comune di Novi di Modena, pregando davanti alla chiesa di Santa Caterina d'Alessandria dove, a causa del terremoto del 29 maggio 2012, aveva perso la vita don Ivan Martini. Il papa ha poi incontrato la cittadinanza e i fedeli. Il 2 aprile 2017 papa Francesco si è recato in visita pastorale nella diocesi. Ha celebrato la santa messa e l'Angelus in piazza dei Martiri a Carpi e in seguito, accompagnato dal vescovo Francesco Cavina, ha salutato i fedeli presenti nel centro storico e si è recato a pranzo nel seminario vescovile. In seguito all'interno dell'aula magna si è svolto un incontro con i sacerdoti della diocesi, i diaconi, i religiosi e le religiose poi il papa è partito per Mirandola, dove dopo una breve visita e un omaggio floreale all'altare maggiore del duomo di Santa Maria Maggiore, ha tenuto un discorso in piazza della Conciliazione davanti alla popolazione presente e ha incontrato i famigliari delle vittime del sisma del 2012. In seguito si è recato presso la parrocchia dei Santi Giacomo e Filippo di San Giacomo Roncole dove, dopo una preghiera al memoriale dei caduti del sisma, è ripartito in elicottero alla volta della Città del Vaticano.
Il 15 giugno 2013 si è tenuta in piazza dei Martiri a Carpi la cerimonia di beatificazione di Odoardo Focherini, presieduta dal cardinale Angelo Amato.
Dal 7 dicembre 2020 è unita in persona episcopi all'arcidiocesi di Modena-Nonantola. Il 18 settembre 2024 è stata annunciata la richiesta della Santa Sede di portare a compimento l'unificazione tra le due diocesi.

## Calendario liturgico proprio
Tutto come nel Calendario romano generale, eccettuati i giorni sottoindicati:
- 29 aprile: Santa Caterina da Siena, vergine e dottore della Chiesa, patrona d'Italia
- 16 maggio: San Possidonio, vescovo, patrono della parrocchia di San Possidonio e del territorio di Mirandola
- 20 maggio: San Bernardino da Siena, sacerdote, patrono principale della città e della diocesi
- 6 giugno: Beato Odoardo Focherini, martire
- 4 luglio: San Bernardino Realino, sacerdote, patrono secondario della città e della diocesi
- 23 luglio: Sant'Apollinare, vescovo e martire, patrono dell'Emilia-Romagna
- 15 agosto: Assunzione della Beata Vergine Maria, titolare della chiesa cattedrale
- 4 settembre: Anniversario della dedicazione della chiesa cattedrale
- 4 ottobre: San Francesco d'Assisi, patrono d'Italia
- 25 ottobre: Anniversario della dedicazione della propria chiesa

## Cronotassi dei vescovi
Si omettono i periodi di sede vacante non superiori ai 2 anni o non storicamente accertati.
- Francesco Benincasa, S.I. † (13 dicembre 1779 - 13 dicembre 1793 deceduto)
- Carlo Belloni † (12 settembre 1794 - 22 luglio 1800 deceduto)
  - Sede vacante (1800-1807)
- Giacomo Boschi † (18 settembre 1807 - 21 marzo 1815 deceduto)
  - Sede vacante (1815-1822)
- Filippo Cattani † (19 aprile 1822 - 3 luglio 1826 nominato vescovo di Reggio Emilia)
- Adeodato Caleffi, O.S.B. † (2 ottobre 1826 - 5 luglio 1830 nominato vescovo di Modena)
- Clemente Maria Basetti † (28 febbraio 1831 - 12 giugno 1839 deceduto)
- Pietro Raffaelli † (23 dicembre 1839 - 20 aprile 1849 nominato vescovo di Reggio Emilia)
- Gaetano Maria Cattani † (7 gennaio 1850 - 28 gennaio 1863 deceduto)
  - Sede vacante (1863-1871)
- Gherardo Araldi † (27 ottobre 1871 - 11 dicembre 1891 dimesso[4])
- Andrea Righetti † (14 dicembre 1891 - 6 giugno 1924 deceduto)
- Giovanni Pranzini † (18 novembre 1924 - 22 giugno 1935 deceduto)
- Carlo De Ferrari, C.S.S. † (16 dicembre 1935 - 12 aprile 1941 nominato arcivescovo di Trento)
- Vigilio Federico Dalla Zuanna, O.F.M.Cap. † (12 maggio 1941 - 24 novembre 1952 dimesso[5])
- Artemio Prati † (31 dicembre 1952 - 7 aprile 1983 ritirato)
- Alessandro Maggiolini † (7 aprile 1983 - 31 gennaio 1989 nominato vescovo di Como)
- Bassano Staffieri † (11 luglio 1989 - 10 luglio 1999 nominato vescovo della Spezia-Sarzana-Brugnato)
- Elio Tinti † (17 giugno 2000 - 14 novembre 2011 ritirato)
- Francesco Cavina (14 novembre 2011 - 26 giugno 2019 dimesso)
- Erio Castellucci, dal 7 dicembre 2020[6]

## Santi e beati venerati nella diocesi
- San Bernardino da Siena, che nella città predicò due volte nel 1427 e nel 1429; gli si attribuirono vari miracoli
- San Bernardino Realino, nato a Carpi nel 1530
- San Possidonio vescovo, le cui reliquie sono conservate nella chiesa parrocchiale dell'omonimo comune
- San Valeriano, busto reliquiario venerato in cattedrale
- San Massimo e compagni (Venerati a Fossa di Concordia sulla Secchia), martiri romani i cui corpi santi furono traslati da Roma a Fossa a partire dal 1760[7]
- Beato Odoardo Focherini, laico e martire in un lager nazista e giusto tra le nazioni
- Beata Maddalena da Carpi, monaca servita morta nel 1546;
- Beato Innocenzo da Carpi, O.F.M. morto il 16 luglio 1530 e sepolto nella chiesa di San Francesco di Mirandola
- Beato Stefano da Carpi confessore, francescano, di origine francese morto nel convento dei frati minori di Carpi il 27 aprile 1484
- Beato Niccolò della Mirandola, francescano
- Beato Raffaele Tedeschi confessore, francescano di Mirandola

## Stampa
Notizie è il settimanale della diocesi di Carpi, fondato nel 1986 e diretto da Romano Pelloni, al quale è succeduto dal 1994 al 2014 il servizio di Luigi Lamma.

La testata giornalistica è gestita da una cooperativa di professionisti e di collaboratori volontari, ed è edita sia in formato digitale che cartacea, distribuita tramite consegna postale a domicilio.

## Statistiche
La diocesi nel 2021 su una popolazione di 133.931 persone contava 117.804 battezzati, corrispondenti all'88,0% del totale.
| anno | popolazione | popolazione | popolazione | presbiteri | presbiteri | presbiteri | presbiteri                | diaconi | religiosi | religiosi | parrocchie |
| anno | battezzati  | totale      | %           | numero     | secolari   | regolari   | battezzati per presbitero | diaconi | uomini    | donne     | parrocchie |
| ---- | ----------- | ----------- | ----------- | ---------- | ---------- | ---------- | ------------------------- | ------- | --------- | --------- | ---------- |
| 1950 | 96.000      | 96.000      | 100,0       | 92         | 84         | 8          | 1.043                     |         | 9         | 100       | 32         |
| 1959 | 100.000     | 100.637     | 99,4        | 94         | 86         | 8          | 1.063                     |         | 11        | 165       | 39         |
| 1970 | 104.600     | 104.631     | 100,0       | 88         | 80         | 8          | 1.188                     |         | 10        | 170       | 40         |
| 1980 | 110.900     | 111.044     | 99,9        | 92         | 82         | 10         | 1.205                     |         | 12        | 134       | 41         |
| 1990 | 113.700     | 114.000     | 99,7        | 75         | 70         | 5          | 1.516                     |         | 8         | 112       | 39         |
| 1999 | 113.362     | 115.447     | 98,2        | 59         | 56         | 3          | 1.921                     | 4       | 4         | 76        | 39         |
| 2000 | 115.672     | 117.938     | 98,1        | 56         | 53         | 3          | 2.065                     | 3       | 4         | 71        | 39         |
| 2001 | 114.045     | 116.927     | 97,5        | 57         | 53         | 4          | 2.000                     | 3       | 4         | 67        | 39         |
| 2002 | 113.020     | 116.273     | 97,2        | 58         | 50         | 8          | 1.948                     | 8       | 10        | 60        | 39         |
| 2003 | 113.508     | 117.416     | 96,7        | 54         | 47         | 7          | 2.102                     | 10      | 10        | 57        | 39         |
| 2004 | 112.870     | 117.659     | 95,9        | 56         | 48         | 8          | 2.015                     | 10      | 8         | 59        | 39         |
| 2006 | 114.481     | 121.223     | 94,4        | 53         | 44         | 9          | 2.160                     | 11      | 13        | 58        | 39         |
| 2013 | 116.947     | 129.019     | 90,6        | 62         | 51         | 11         | 1.886                     | 16      | 11        | 44        | 39         |
| 2016 | 116.920     | 130.298     | 89,7        | 67         | 51         | 16         | 1.745                     | 16      | 16        | 59        | 39         |
| 2017 | 116.553     | 131.537     | 88,6        | 67         | 51         | 16         | 1.745                     | 16      | 16        | 59        | 39         |
| 2019 | 116.928     | 131.157     | 89,2        | 68         | 52         | 16         | 1.719                     | 16      | 16        | 62        | 39         |
| 2021 | 117.804     | 133.931     | 88,0        | 61         | 49         | 12         | 1.931                     | 16      | 12        | 56        | 39         |